# Stazione di Teano
Stazione di Teano vasútállomás Olaszországban, Teano településen.

## Vasútvonalak
Az állomást az alábbi vasútvonalak érintik:
- Róma–Cassino–Nápoly-vasútvonal

## Kapcsolódó állomások
A vasútállomáshoz az alábbi állomások vannak a legközelebb:
- Stazione di Sparanise
- Stazione di Riardo-Pietramelara